# Coalition pour le bien de tous
La Coalition pour le bien de tous  (en espagnol : Coalición por el Bien de Todos) était une coalition électorale de gauche composée des partis politiques mexicains de la révolution démocratique (PRD), du Travail (PT), et Convergence, fondée lors de la candidature du perrediste et ex-gouverneur de Mexico Andrés Manuel López Obrador à la présidence du Mexique, lors des élections de 2006. Cette coalition a aussi présenté des candidats communs pour les élections locales et les législatives.
La coalition a été autorisée par l'Instituto Federal Electoral (IFE, Institut Fédéral Électoral) en décembre 2005. Le 4 janvier 2006, la commission exécutive est formée avec un budget estimé à  600 millions de pesos (environ 56 millions de dollars).